# Ligue majeure de baseball 1953
Navigation
1952 1954
La Ligue majeure de baseball 1953 est la 51e saison depuis le rapprochement entre la Ligue américaine et la Ligue nationale et la 76e saison de ligue majeure. Les Yankees de New York remportent la Série mondiale face aux Dodgers de Brooklyn (4-2).

## Saison régulière

### Événements
Les Braves quittent Boston et s'installent à Milwaukee.
Le 6 mai, le lanceur partant Bobo Holloman des Browns de Saint-Louis lance un match sans point ni coup sûr pour sa première apparition en Ligue majeure.
Au cours du match du 18 juin opposant les Tigers de Détroit aux Red Sox de Boston au Fenway Park, les Sox marquent 17 points au cours d'une même manche pour s'imposer 23-3. La manche dure 47 minutes avec 23 frappeurs appelés au marbre.
Le suspense n'est pas de mise cette saison en matière de course aux fanions. Les Dodgers s'assurent du titre en Ligue nationale dès le 12 septembre. En Ligue américaine, les Yankees célèbrent le titre le 14 septembre.
Lors de cette saison 1953, quatorze des seize équipes accueillent des caméras de télévision pour diffuser des rencontres à domicile. Seuls les Pirates de Pittsburgh et les Braves de Milwaukee manquent toujours à l'appel. Quatre formations sont couvertes pour l'ensemble de leurs 77 matchs à domicile. Les Browns et les Cardinals ne font l'objet que de 5 diffusions, les Senators 38, les Reds 27, les Tigers 35, les Athletics et les Phillies 42, les White Sox 54, les Yankees 72, et les Red Sox 74. 

### Classement de la saison régulière
Légende : V : victoires, D : défaites, % : pourcentage de victoires, GB : games behind ou retard (en matchs) sur la première place.
|                           | V  | D   | %    | GB   |
| Yankees de New York       | 99 | 52  | .656 | --   |
| Indians de Cleveland      | 92 | 62  | .597 | 8.5  |
| White Sox de Chicago      | 89 | 65  | .578 | 11.5 |
| Red Sox de Boston         | 84 | 69  | .549 | 16   |
| Senators de Washington    | 76 | 76  | .500 | 23.5 |
| Tigers de Détroit         | 60 | 94  | .390 | 40.5 |
| Athletics de Philadelphie | 59 | 95  | .383 | 41.5 |
| Browns de Saint-Louis     | 54 | 100 | .351 | 46.5 |

|                          | V   | D   | %    | GB |
| Dodgers de Brooklyn      | 105 | 49  | .682 | -- |
| Braves de Milwaukee      | 92  | 62  | .597 | 13 |
| Phillies de Philadelphie | 83  | 71  | .539 | 22 |
| Cardinals de Saint-Louis | 83  | 71  | .539 | 22 |
| Giants de New York       | 70  | 84  | .455 | 35 |
| Reds de Cincinnati       | 68  | 86  | .442 | 37 |
| Cubs de Chicago          | 65  | 89  | .422 | 40 |
| Pirates de Pittsburgh    | 50  | 104 | .325 | 55 |

### Statistiques individuelles

#### Au bâton
| Catégorie        | Ligue nationale          | Stat | Ligue américaine          | Stat |
| ---------------- | ------------------------ | ---- | ------------------------- | ---- |
| Moyenne au bâton | Carl Furillo (Dodgers)   | .344 | Mickey Vernon (Senators)  | .337 |
| Points produits  | Roy Campanella (Dodgers) | 143  | Al Rosen (Indians)        | 145  |
| Coups de circuit | Eddie Mathews (Braves)   | 49   | Al Rosen (Indians)        | 43   |
| Bases volées     | Bill Burton (Braves)     | 26   | Minnie Miñoso (White Sox) | 25   |

#### Lanceurs
| Catégorie                 | Ligue nationale                                | Stat | Ligue américaine           | Stat |
| ------------------------- | ---------------------------------------------- | ---- | -------------------------- | ---- |
| Moyenne de points mérités | Warren Spahn (Braves)                          | 2.10 | Eddie Lopat (Yankees)      | 2.42 |
| Victoires                 | Robin Roberts (Phillies) Warren Spahn (Braves) | 23   | Bob Porterfield (Senators) | 22   |
| Retraits sur prises       | Robin Roberts (Phillies)                       | 198  | Billy Pierce (White Sox)   | 186  |
| Sauvetages                | Al Brazle (Cardinals)                          | 18   | Ellis Kinder (Red Sox)     | 27   |

## Série mondiale
| Match | Date         | Visiteur            | Hôte                | Score  |
| ----- | ------------ | ------------------- | ------------------- | ------ |
| 1     | 30 septembre | Dodgers de Brooklyn | Yankees de New York | 5 - 9  |
| 2     | 1er octobre  | Dodgers de Brooklyn | Yankees de New York | 2 - 4  |
| 3     | 2 octobre    | Yankees de New York | Dodgers de Brooklyn | 2 - 3  |
| 4     | 3 octobre    | Yankees de New York | Dodgers de Brooklyn | 3 - 7  |
| 5     | 4 octobre    | Yankees de New York | Dodgers de Brooklyn | 11 - 7 |
| 6     | 5 octobre    | Dodgers de Brooklyn | Yankees de New York | 3 - 4  |

## Honneurs individuels
| Recrue de l'année     | Jim Gilliam (Dodgers)    | Harvey Kuenn (Tigers) |
| Meilleur joueur (MVP) | Roy Campanella (Dodgers) | Al Rosen (Indians)    |